# Gianni Pittella
Gianni Pittella (Lauria, 19 november 1958) is een Italiaans politicus.

## Biografie
Pittella studeerde geneeskunde en chirurgie aan de Universiteit van Napels.
Pittella werd in 1979 gekozen als lid van de gemeenteraad van Lauria. In 1980 werd hij gekozen in de regionale raad van Basilicata. In april 1996 schoof hij door naar de landelijke politiek als lid van de Italiaanse Kamer van Afgevaardigden.
In 1999 werd Pittella gekozen als lid van het Europees Parlement voor Democratici di Sinistra. In 2004 en 2009 werd hij herkozen, respectievelijk voor Uniti nell'Ulivo en de Partito Democratico. Hij was in het Europees Parlement aangesloten bij de fractie van S&D.
In de zittingsperiode 2009-2014 was Pittella lid en tevens vicevoorzitter van het Bureau van het Europees Parlement. Van 14 juli 2009 tot 1 juli 2014 was hij vicevoorzitter van het Europees Parlement en lid van het Bureau. Van 18 juni 2014 tot 1 juli 2014 nam Pittella de positie van voorzitter van het Europees Parlement waar.
Van 1 juli 2014 tot 19 maart 2018 was Pittella voorzitter van de fractie van S&D.
Op 4 maart 2018 werd Pittella gekozen als lid van de Italiaanse Senaat, als gevolg waarvan hij op 22 maart 2018 aftrad als lid van het Europees Parlement.
Pittella is voorstander van een "Verenigde Staten van Europa". Hij pleitte onder meer voor een rechtstreeks door het volk gekozen voorzitter van de Europese Commissie, een Europees minister van Buitenlandse Zaken en Financiën en een Europees leger.

## Onderscheidingen
- Eredoctoraat in de Politieke Wetenschappen (Petru Maioruniversiteit Roemenië, 2011)[3]
- Eredoctoraat (Universiteti mesdhetar i shqiperise Albanië, 2012)[4]